# Marthula rufescens
Marthula rufescens är en fjärilsart som beskrevs av William Schaus 1910. Marthula rufescens ingår i släktet Marthula och familjen tandspinnare. Inga underarter finns listade i Catalogue of Life.